# Bothropolys crassidentatus
Bothropolys crassidentatus är en mångfotingart som beskrevs av Masatoshi Takakuwa 1949. Bothropolys crassidentatus ingår i släktet Bothropolys och familjen stenkrypare. Inga underarter finns listade i Catalogue of Life.